# گمینا پیونکی
گمینا پیونکی (به لهستانی:  Gmina Pionki) یک گمینا در لهستان است که در شهرستان رادوم واقع شده‌است. گمینا پیونکی ۲۳۰٫۸۲ کیلومتر مربع مساحت و ۹٬۸۴۱ نفر جمعیت دارد.